# 해피니스 (1998년 영화)
해피니스(Happiness)는 미국에서 제작된 토드 솔론즈 감독의 1998년 영화이다. 제인 아담스 등이 주연으로 출연하였고 

## 출연

### 주연
- 제인 아담스
- 엘리자베스 애슐리
- 딜란 베이커
- 라라 플린 보일
- 벤 가자라
- 자레드 해리스
- 필립 세이모어 호프만
- 루이즈 라세
- 존 로비츠
- 캠린 만하임
- 신시아 스티븐슨

### 조연
- 앤 바비
- 말라 메이플스
- 댄 모란

## 제작진
- Line PD: 파멜라 코플러
- 미술: 테레즈 드프레즈
- 의상: 까뜨린 닉슨
- 배역: 앤 구더